# Hotel Ambasador u Splitu
Hotel Ambasador, zgrada hotela u Splitu. Bila se je nalazila na Matejušci. Projektirao ju je 1937. godine češko-hrvatski arhitekt iz Splita Josip Kodl.
Podignut je na Soluratu, gdje je prije bilo Brodogradilište Košćina,
na netom uređenoj Zapadnoj obali. Hotel je zamišljen kao iskorak u novo doba splitskog turizma. Kodl je dobio zadaću kompilirati natječajne radove arhitekata Simeonovića, Baldasara i Cicilijanija. Kodl je utisnuo svoj pečat, omekšavši svoj prepoznatljivi kubistički volumen nizom detalja poput balkona polukružnog završetka, te kamenih preklopnica na parapetima balkona i terasa, a na krov je postavio prvi splitski neonski natpis. Zgrada je bila lijep primjer međuratne modernističke realizacije u ambijentu grada Splita koji krasi složena stratifikacijom arhitektonskih stilova u rasponu od kasne antike do suvremenog doba. Hotel je poslije dobila na uporabu JNA i u njemu smjestila svoj dom, a u prizemlju kino-dvoranu. Premda je JNA dobro skrbila o građevinskom održavanju svojih objekata, hotel je načeo zub vremena. Poslije odlaska JNA zgrada se našla u nekom namjenskom vakuumu. Neki su ju pošteni i ugledni poduzetnici namjeravali kupiti, no nije stvar pošla kako treba, i nisu ju mogli preurediti za staru namjenu, pa je zgrada bila prepuštena propadanju. Gradska uprava i konzervatori dugo nisu bili konzistentna stava. Bilo je stavova u rasponu od konzervacije objekta, preko zahtjeva za faksimilnu obnovu i dogradnju, a na koncu se došlo do procjene da se zgrada ipak može ukloniti. Zgrada je srušena listopada 2017. godine.